# 日本酸素ホールディングス
日本酸素ホールディングス株式会社（にっぽんさんそホールディングス、英: NIPPON SANSO HOLDINGS CORPORATION）は、大手産業ガスメーカーの大陽日酸やステンレス魔法瓶のサーモスをはじめとするグループ会社を統括する持株会社。三菱ケミカルグループの連結子会社。
産業ガス事業ではエア・ウォーター、日本エア・リキードを含む大手の一つで、国内シェア第1位、世界第4位を占め、日本最大の安定同位体メーカーでもある。2004年の合併以来、海外では北米、ヨーロッパ、アジア、オセアニア等において積極的に事業展開している。

## 経営方針
- スローガン: The Gas Professionals
- グループ理念: 進取と共創。ガスで未来を拓く。
- グループビジョン: 私たちは、革新的なガスソリューションにより社会に新たな価値を提供し、あらゆる産業の発展に貢献すると共に、人と社会と地球の心地よい未来の実現を目指します。

## 沿革
参照：
- 1910年10月30日 - 日本酸素合資会社を創業。
- 1911年5月 - 大崎工場（東京）にて酸素製造を開始。
- 1918年7月 - 初代日本酸素株式会社に改組。
- 1934年5月 - 空気分離装置を製作するため、東京都大田区に蒲田工場を設置。
- 1937年6月 - 日本理化工業株式会社に商号変更。
- 1954年12月 - 川崎工場を設置、液化酸素（日本初）と高純度窒素・アルゴンの製造を開始。
- 1955年4月 - 東京工場（旧蒲田工場）を、2代目日本理化工業として分離。2代目日本酸素株式会社に商号変更。
- 1964年5月 - 2代目日本理化工業を吸収合併。
- 1964年11月 - オンサイト式プラントのサンソセンター（SC）第1号として、周南工場（現：周南酸素）を設置。
- 1980年3月 - 米国にJapan Oxygen社を設立。
- 1980年9月 - ステンレス製魔法瓶の製造を目的に、日酸サーモを設立。
- 1981年8月 - 半導体メーカー向けトータルガスセンター（TGC）の第1号として、岩手ガスセンターを開設。
- 1982年7月 - シンガポールにNational Oxygen社を設立。
- 1983年3月 - 米国の特殊ガス事業を買収、Matherson Gas Products社を設立。
- 1987年10月 - 半導体材料ガスの製造を目的として、三重大山田工場（現：大陽日酸JFP・三重工場）を設置。
- 1989年 - 英国、米国、カナダでのTHERMOS事業を買収。
- 1992年1月 - 米国の産業ガスメーカーのTri-Gas社を買収。
- 1994年6月 - 工業ガス関連のエンジニアリング会社5社が合併、エヌエスエンジニアリングを設立。
- 1999年7月 - Matheson Gas Products社とTri-Gas社の合併により、Matheson Tri-Gas, Inc.を設立。
- 2001年10月 - 家庭用品事業の再編を実施。

| ① 日本酸素のサーモス事業部を、サーモスとして分社化。 |  | ② サーモスが、日酸サーモを吸収合併。 |

- 2001年10月 - 大陽東洋酸素と共同で、半導体材料ガスの製造部門を統合、ジャパン ファイン プロダクツ（現：大陽日酸JFP）を設立。

- 2002年10月1日 - グループ再編を実施。

| ① 田中製作所が、日本酸素の産業機材事業と日酸商事を吸収。日酸TANAKAに商号変更。 |  | ② 日本酸素の食品事業部門を、フレックとして分社化。 |

- 2003年2月14日 - フレックの全株式を、味の素冷凍食品に売却[5]。
- 2003年3月 - 日立製作所の空気分離装置に関する事業を譲受け。
- 2004年10月1日 - 日本酸素と大陽東洋酸素の合併により、大陽日酸株式会社が発足。本社を品川区小山に移転。
- 2005年4月 - 低温機器事業の関係会社である日酸工業とダイヤ冷機工業の合併により、クライオワンを設立。
- 2005年9月29日 - 液化炭酸と日本炭酸の経営統合により、日本液炭ホールディングスを設立[6]。
- 2005年10月 - 医療関連事業の小澤酸素、大和酸器、鈴商メディカルの3社合併により、日本メガケアを設立。
- 2006年2月 - 北海道の産業ガスメーカーである日北酸素（現：大陽日酸北海道）の株式を取得。
- 2006年3月 - 日立酸素（現：大陽日酸東関東）の全株式を取得、同社を完全子会社化。
- 2007年10月1日 - 日本炭酸、液化炭酸、日本液炭ホールディングス、並びに大陽日酸の炭酸事業を統合、日本液炭を設立[7]。
- 2007年11月 - 大手ガスメーカーのエア・ウォーターと共同で、堺ガスセンターを設立[8]。
- 2008年5月 - 中国法人として、大陽日酸（中国）投資有限公司と、大連長興島大陽日酸気体有限公司を設立[9]。
- 2008年7月 - サーンエンジニアリングとエヌエスエンジニアリングを再編、大陽日酸エンジニアリングを設立。
- 2009年4月 - 大証、名証より上場廃止、東証のみの上場となる。
- 2010年3月11日 - 連結子会社のMatheson Tri-Gas, Inc.が、インドの産業ガスメーカーであるIndia Gases Pte. Ltd.の株式51%を取得[10]。同時に、India GasesはMatheson K-Air Gases India Pte. Ltd.（現：Taiyo Nippon Sanso India Pvt. Ltd.）と改称[11]。
- 2012年2月 - シンガポールの溶接器具メーカーのLeeden Limitedを買収[12]。
- 2013年4月 - サーンテック、双葉物産、東栄化学の合併により、大陽日酸ガス&ウェルディングを設立。
- 2013年10月1日 - 日本最大の在宅人工呼吸器メーカーのパシフィックメディコの全株式を取得[13]。
- 2013年10月15日 - 大手総合化学メーカーの三菱ケミカルホールディングス（現：三菱ケミカルグループ）と資本業務提携[14]。
- 2013年11月21日 - 連結子会社のLeeden Limitedが、東マレーシアの産業ガスメーカーのSabah Oxygen Sdn Bhd.の全株式を取得、連結子会社化[15]。
- 2014年2月 - 連結子会社のMatheson Tri-Gas, Inc.が、米国の大手液化炭酸ガス・ドライアイスメーカーのContinental Carbonic Products, Inc.を買収[16]。
- 2014年2月 - インドネシア最大の産業ガスメーカーのSAMATOR GROUPと共同で、PT. Samator Taiyo Nippon Sanso Indonesiaを設立[17]。
- 2014年7月 - 東南アジア事業の再編を実施[18]。

| ① 中間持株会社として、Taiyo Nippon Sanso Holdings Singapore Pte. Ltd.（現：Nippon Sanso Holdings Singapore Pte. Ltd.）を設立。 |  | ② 現地法人（Leeden Limitedを含む）3社の合併により、Leeden National Oxygen Ltd.を設立。 |

- 2014年11月12日 - 三菱ケミカルHDがTOBにより、大陽日酸の株式50%超を取得[19]。三菱ケミカルHDの連結子会社となる[20]。
- 2015年4月 - LPガス事業の連結子会社5社合併により、大陽日酸エネルギー（現：アストモスリテイリング）を設立。
- 2015年5月26日 - タイの産業ガスメーカーのAir Products Industry Co., Ltd.を買収[21]。
- 2015年7月31日 - 連結子会社のTNSC (Australia) Pty Ltd.（現：NSC (Australia) Pty Ltd.）が、オーストラリアの産業ガス販売会社のRenegade Gas Pty Ltd.を買収[22]。
- 2016年1月1日 - 新日鐵住金（現：日本製鉄）と共同で、八幡サンソセンター（現：九州サンソセンター）を設立[23]。
- 2016年9月 - 連結子会社のMatheson Tri-Gas, Inc.がフランスの大手産業ガスメーカーのAir Liquide S.A.より、同社の米国事業を買収[24][25]。
- 2016年10月 - ミャンマー法人として、Taiyo Nippon Sanso Myanmar Corporation（現：Nippon Sanso Myanmar Co., Ltd.）を設立。
- 2016年11月 - タイの産業ガス販売会社のTaiyo Gases Co., Ltd.を買収。
- 2016年12月 - 連結子会社のTNSC (Australia) Pty Ltd.が、オーストラリアの産業ガスメーカーのSupagas Holding Pty Ltd.を買収[26]。
- 2017年10月 - JFEスチール西日本製鉄所（倉敷地区）の空気分離装置に係る運転・整備等の業務を譲受け、JFEサンソセンター倉敷工場を開設[27][28]。
- 2018年4月27日 - 首都大学東京（現：東京都立大学）発祥のベンチャー企業のSAILテクノロジーズの全株式を取得[29]。
- 2018年8月30日 - 人工呼吸器メーカーのアイ・エム・アイを買収[30]。
- 2019年2月 - 連結子会社のMatheson Tri-Gas, Inc.が、ドイツ最大の産業ガスメーカーのLinde Groupの米国HyCO事業を買収[31]。
- 2020年2月1日 - 連結子会社の大陽日酸東関東販売が医療事業を、日本メガケアに統合[32]。
- 2020年10月1日 - 純粋持株会社体制に移行[33][34]。旧商号の初代大陽日酸から、日本酸素ホールディングス株式会社に変更すると共に、日本事業を2代目大陽日酸として分社化。
- 2020年10月1日 - 連結子会社のアイ・エム・アイが、パシフィックメディコを吸収合併[35]。
- 2022年9月 - 日本製鉄東日本製鉄所（君津地区）の空気分離装置の関連業務を譲受け、君津サンソセンターを設立[36]。
- 2022年10月1日 - 連結子会社のティアイメディカルと新生の合併により、大陽日酸メディカルサイトが設立[37]。
- 2024年1月 - 連結子会社の大陽日酸エネルギーが、アストモスエネルギー系のアストモスリテイリングと経営統合[38][39]。

### 旧大陽東洋酸素
- 1946年12月 - 大陽酸素株式会社を設立。
- 1953年8月 - 三菱化成工業（後の三菱化学）と、溶解アセチレン事業に関する提携。
- 1960年11月 - 愛知県海部郡に名古屋工場を設置。
- 1962年11月 - 大阪府堺市に堺工場を設置。
- 1968年9月 - 三菱油化（後の三菱化学）と共同で、鹿島酸素（現：ティーエムエアー）を設立。
- 1969年10月 - 日本酸素と共同で、富士酸素を設立。
- 1975年5月 - 三菱商事と共同で、ダイヤ冷機工業（現：クライオワン）を設立。
- 1978年9月 - 神奈川県海老名市に厚木工場を設置。
- 1982年2月 - 半導体工場の設備管理の子会社として、熊本極陽サービス（現：極陽セミコンダクターズ）を設立。
- 1987年12月 - 昭和電工（現：レゾナック・ホールディングス）と共同で、川口總合ガスセンターを設立。
- 1990年2月 - 日本酸素、日興酸素と共同で、新相模酸素を設立。
- 1995年4月 - 東洋酸素との合併により、大陽東洋酸素株式会社が発足。
- 2000年9月 - 株式交換により、日本炭酸を完全子会社化。

## 日本酸素ホールディングスグループ
日本酸素HDグループは、以下の各事業会社グループにより構成されている。

### 日本事業
大陽日酸株式会社 - 国内ガス事業
| - 日酸TANAKA株式会社 - 機器・エンジニアリング系 - 日本液炭株式会社 - 各種ガス系 - アイ・エム・アイ株式会社 - メディカル系 |  | - 大陽日酸ガス&ウェルディング株式会社 - 総合商事 - 大陽日酸北海道株式会社 - 液体酸素メーカー - アストモスリテイリング株式会社 - エネルギー系 |

### グローバル事業
Matheson Tri-Gas, Inc.グループ - 米国ガス事業
| - Western International Gas & Cylinders, Inc. - 産業ガスメーカー |  | - RASIRC, Inc. - 半導体関連機器メーカー |

Nippon Gasesグループ - 欧州ガス事業
| - Nippon Gases Espana S.L.U. - スペイン法人 - Nippon Gases Industrial S.r.l. - イタリア法人 |  | - Nippon Gases Belgium NV - ベルギー法人 |

アジア・オセアニアガス地域グループ - アジア・オセアニアガス事業
| - Leeden National Oxygen Ltd. - シンガポール法人 - Nippon Sanso Vietnam JSC - ベトナム法人 |  | - Nippon Sanso Ingasco, Inc. - フィリピン法人 - Nippon Sanso (Thailand) Co., Ltd. - タイ法人 - Nippon Sanso Taiwan, Inc. - 台湾法人 |

サーモス株式会社グループ - サーモス事業
| - Thermos Korea Co., Ltd. - 韓国法人 - Thermos (China) Housewares Co., Ltd. - 中国法人 |  | - Top Thermo Mfg. (Malaysia) Sdn. Bhd. - マレーシア法人 |

## 不祥事
- 2010年1月19日・1月20日 - 独占禁止法違反の嫌疑で公正取引委員会の立入検査を受ける[40]。
- 2011年5月26日 - 産業ガスの販売をめぐり、公正取引委員会から独占禁止法違反と認定される。
  - 日本エア・リキード、エア・ウォーター、岩谷産業と共に、排除措置命令と課徴金命令を受ける。
  - 業界合計141億485万円の課徴金の内、大陽日酸は最高額である51億4456万円の支払いを命じられた[40][41][42]。
- 2016年4月28日 - 大陽日酸の元従業員の不正取引などの影響で、東京国税局の税務調査で約5億数千万円の申告漏れを指摘されていたことが、この日までに判明[43]。
- 2017年1月1日 - サイバー攻撃により、約1万人の社員の職責とメールアドレスが流出した可能性があることが判明[44]。

## 提供番組
- 追跡（日本テレビ系、日本酸素時代）
- どちら様も!!笑ってヨロシク（同上）

## スポーツ関連
- サンフレッチェ広島 - 広告スポンサー
- セルジオサッカークリニックを毎年開催 - 社会貢献活動の一環として、セルジオ越後をはじめとする講師による実技指導と交歓試合を小学生など向けに行っている[45]